# Маямі (Аризона)
Маямі (англ. Miami) — місто (англ. town) в США, в окрузі Гіла штату Аризона. Населення — 1541 особа (2020).

## Географія
Маямі розташоване за координатами 33°23′42″ пн. ш. 110°52′20″ зх. д. / 33.39500° пн. ш. 110.87222° зх. д. (33.394970, -110.872304). За даними Бюро перепису населення США в 2010 році місто мало площу 2,28 км², уся площа — суходіл.
Місто розташоване на північно-східному схилі гір Пінал та оточене з трьох сторін (крім східної сторони) Національним парком Тонто. Поруч з містом розташована Трансамериканське шосе № 60 і 70, а також Східна Залізниця.

## Історія
Маямі — маленьке місто в стилі Дикого Заходу, у якому основним джерелом виробництва є поклади мідної руди. Маямі виникло в 19 столітті, на хвилі переселень і внаслідок розпочатого економічного підйому. Останнім часом більшість мідних рудників є недіючими, хоча невелика частина шахт ще працює.
Старий центр міста Маямі представлений будинками в стилі Western, які недавно частково відремонтовали та користуються деяким попитом у туристів. Однак основне населення міста живе в типових будинках для малозабезпечених верств.

## Демографія
Згідно з переписом 2010 року, у місті мешкало 1837 осіб у 749 домогосподарствах у складі 472 родин. Густота населення становила 805 осіб/км². Було 973 помешкання (427/км²).
Расовий склад населення:
| - 73,7 % — білих - 2,3 % — корінних американців - 0,3 % — чорних або афроамериканців - 0,2 % — азіатів - 20,6 % — осіб інших рас |

До двох чи більше рас належало 3,0 %. Частка іспаномовних становила 56,0 % від усіх жителів.
За віковим діапазоном населення розподілялося таким чином: 24,8 % — особи молодші 18 років, 56,8 % — особи у віці 18—64 років, 18,4 % — особи у віці 65 років та старші. Медіана віку мешканця становила 41,7 року. На 100 осіб жіночої статі у місті припадало 103,7 чоловіків; на 100 жінок у віці від 18 років та старших — 102,0 чоловіків також старших 18 років.
Середній дохід на одне домашнє господарство становив 42 133 долари США (медіана — 40 602), а середній дохід на одну сім'ю — 48 089 доларів (медіана — 46 761). Медіана доходів становила 32 120 доларів для чоловіків та 26 833 долари для жінок. За межею бідності перебувало 21,1 % осіб, у тому числі 28,9 % дітей у віці до 18 років та 10,5 % осіб у віці 65 років та старших.
Цивільне працевлаштоване населення становило 807 осіб. Основні галузі зайнятості: мистецтво, розваги та відпочинок — 21,2 %, роздрібна торгівля — 18,6 %, освіта, охорона здоров'я та соціальна допомога — 16,7 %.